# Mihael Ferić
Mihael Ferić (Slavonski Kobaš, 10. kolovoza 1939.) glazbeni je pedagog, dirigent, publicist, počasni građanin Slavonskog Broda.

## Životopis
Rođen je u Slavonskom Kobašu 10. kolovoza 1939. godine. Diplomirao na Pedagoškoj akademiji u Slavonskom Brodu a glazbu je studirao na Višoj pedagoškoj školi u Zagrebu. U više slavonskih škola radio je kao nastavnik glazbenog odgoja i bio mentor studentima glazbe i razredne nastave. Uspješno je vodio dječje pjevačke zborove i tamburaške orkestre i s njima postigao vrhunske rezultate. 
Utemeljio je i kao dirigent i umjetnički voditelj od 1980. do 1992. u Slavonskom Brodu vodio Tamburaški orkestar RKUD-a „Đuro Salaj“. Bio je suosnivač i voditelj Tamburaškog sastava „Berde band“ te jedan od prvih dirigenata na koncertima Šokačka rapsodija. Kao dirigent tamburaških orkestara gostovao je u Češkoj, Slovačkoj, Švedskoj, Njemačkoj i Mađarskoj. Dugogodišnji je predavač na seminarima za dirigente tamburaških orkestara i voditelje malih sastava kao i na folklornim seminarima diljem Hrvatske. Zaslužan je upis napjeva bećarca, svatovca i tambure samice u Registar kulturnih dobara Republike Hrvatske (nematerijalno kulturno dobro) i za upis bećarca na UNESCO-ov reprezentativni popis nematerijalne kulturne baštine čovječanstva.
Autor je postava Muzeja tambure u Slavonskom Brodu (2013.)

## Djela
U koautorstvu s Radovanom Brdarićem 1980. objavio je dva priručnika „Učimo svirati tambure 1 i 2“. Godine 1992. objavio je priručnik „Svirajte tambure 1 – škola za tambure kvartnog G-sustava“. Autor je triju škola za tambure kvartnog A-E sustava „Zasvirajte tambure“ te knjige „Folklorna glazba Panonske plesne zone“. Folklorne zapise iz Brodskog Posavlja i Slavonije objavio je u zbirkama „Pjesme ” moje u knjigama stoje“ i „Il’ pjevajte ili zasvirajte“. Za knjigu Hrvatski tamburaški brevijar u nakladi Udruge za promicanje hrvatske kulturne baštine „Šokadija“ Zagreb (2011.) dobio je Povelju „Franjo Ksaver Kuhač“, koju dodjeljuje Društvo hrvatskih skladatelja za izniman doprinos na očuvanju i promicanju hrvatske tradicijske glazbe. 

## Nagrade
- 1972. Nagrada oslobođenja Slavonskog Broda
- 1982. Medalja Grada Slavonskog Broda
- 1983. Priznanje Kulturno-prosvjetnog sabora Hrvatske
- 1999. Plaketa za životno djelo festivala Brodfest
- 2000. Zlatni grb za životno djelo Brodsko-posavske županije
- 2012. Povelja Franjo Ksaver Kuhač Društva hrvatskih skladatelja
- 2017. Povelja počasnog građanina Slavonskog Broda

## Vanjske poveznice
https://www.vecernji.hr/vijesti/zastititi-napjev-kojim-su-djevojke-najavljivale-svatovski-ceremonijal-988511
https://www.vecernji.hr/vijesti/brod-dobiva-prvi-muzej-tambure-u-hrvatskoj-jedinstven-i-u-svijetu-413577
https://www.sbonline.net/pocasni-gradjanin-slavonskog-broda-mihael-feric--zelim-svoju-povelju-vratiti-gradu-slavonskom-brodu-koji-me-terorizira-304
http://library.foi.hr/lib/autor.php?B=31&A=0000011224&E=
https://slavonski-brod.hr/index.php/2758-predstavljen-hrvatski-tamburaki-brevijar-bronina-mihaela-feri